# Desfile do Dia da Vitória em Moscou em 2020

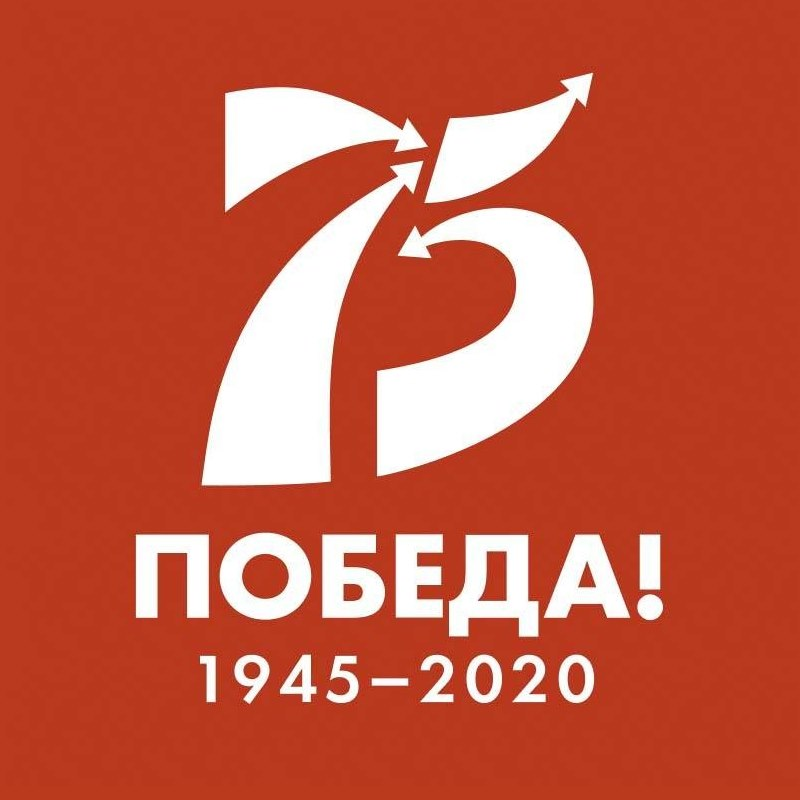
Emblema do 75º aniversário do Desfile do Dia da Vitória

O Desfile do Dia da Vitória em Moscou em 2020 foi um desfile militar que ocorreu na Praça Vermelha e Moscou em 24 de junho de 2020 para comemorar o 75º aniversário da vitória soviética sobre a Alemanha Nazista na Grande Guerra Patriótica.
Pela primeira vez desde o colapso da União Soviética e a retomada dos desfiles militares em 1995, este foi o primeiro desfile a ser cancelado no próprio feriado. Inicialmente programado para ocorrer em 9 de maio, o Kremlin decidiu adiá-lo para uma data posterior devido à pandemia de COVID-19 no país. Cerca de 3,6 milhões de moscovitas assistiram à transmissão ao vivo do desfile.

## Eventos

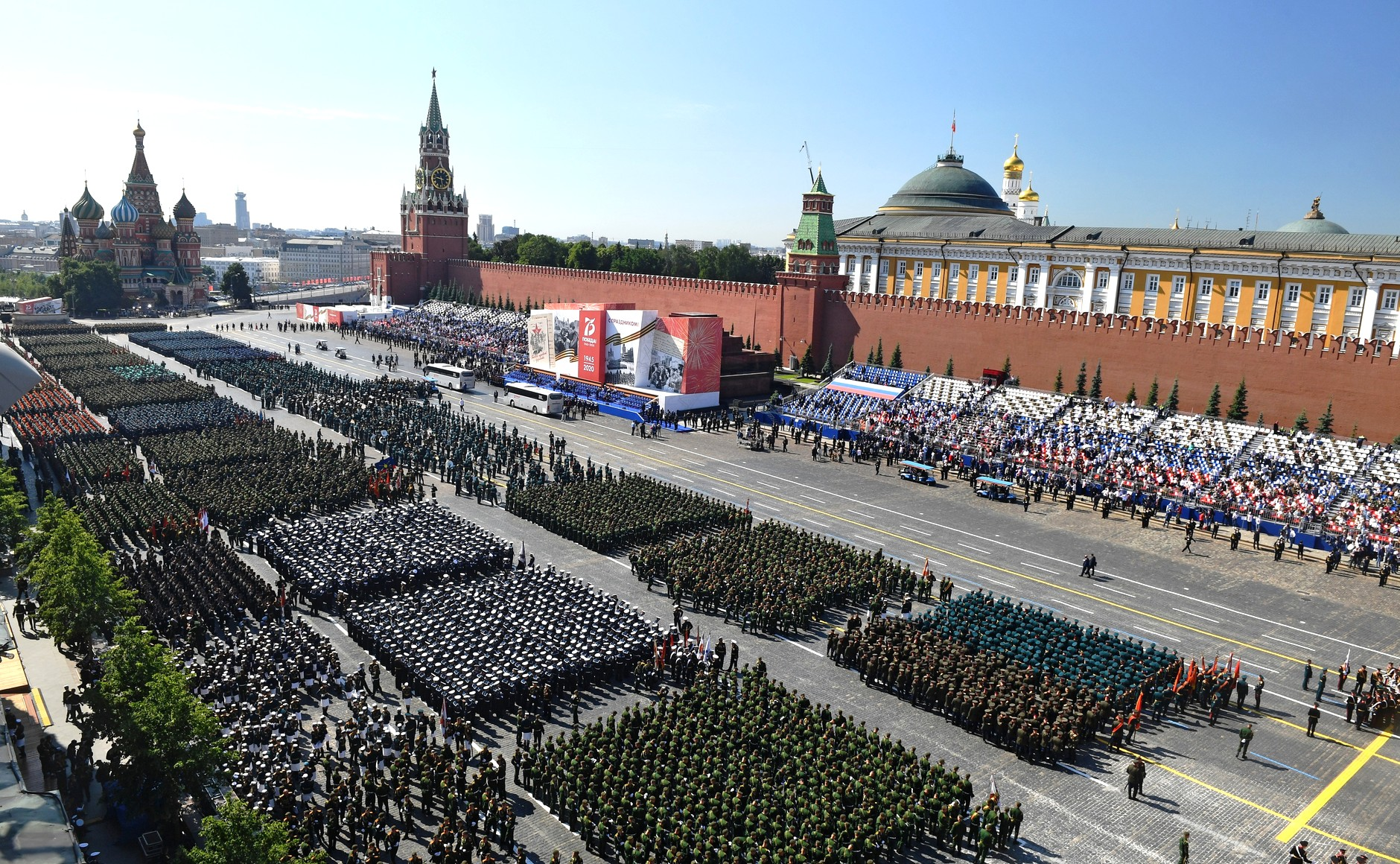
Os regimentos se preparam para o Desfile do Dia da Vitória

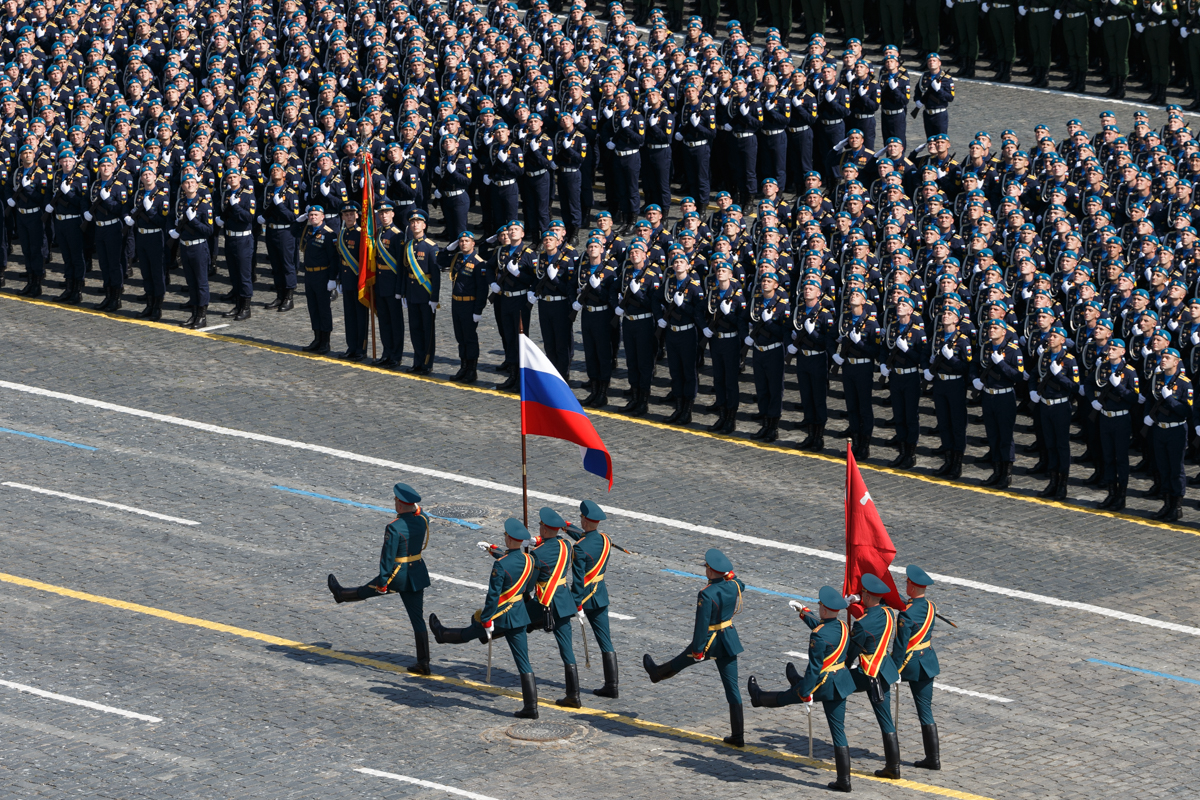
Início do desfile

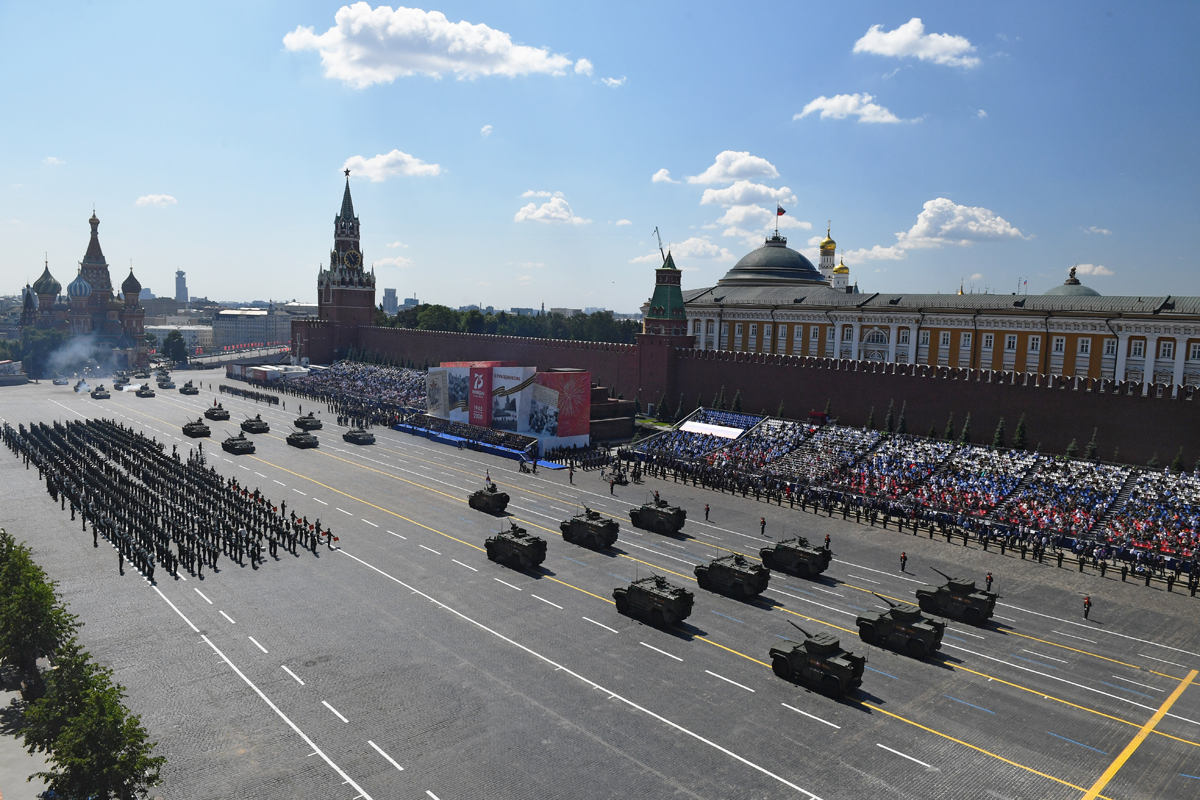
Equipamento militar

O presidente russo, Vladimir Putin, fez seu décimo sétimo discurso comemorativo à nação após a inspeção do desfile, conduzida pelo Ministro da Defesa, General do Exército Sergei Shoigu, acompanhado pelo comandante do desfile, General do Exército Oleg Salyukov, Comandante-em-Chefe das Forças Terrestres, que participou do desfile pelo sétimo ano consecutivo. As cerimônias prestaram homenagem ao desfile de 1945, com as bandas tocando a marcha solene do jubileu "25 Anos do Exército Vermelho" no início da fase de inspeção. Todos os anos, durante vários dias das celebrações do Dia da Vitória, é realizado um ensaio geral do desfile no campo de treinamento de Alabino, na região de Moscou, replicando exatamente o programa oficial. Nesse dia, enormes colunas de militares, cadetes e representantes das forças de segurança tomam as ruas, acompanhadas por equipamentos militares lendários e modernos, enquanto dezenas de aviões e helicópteros sobrevoam a capital federal. A precisão das ações dos participantes do ensaio é tão alta que o evento costuma ser chamado de "mini-desfile".
Pela primeira vez, 20 modelos dos mais recentes equipamentos blindados e aeronáuticos, incluindo os veículos de combate de infantaria Kurganets-25 e os modernos sistemas de defesa aérea S-300V4 e S-350, participaram do desfile. O evento contou com a presença de 1.250 músicos, cerca de 16.000 militares na coluna terrestre, 4.500 na coluna motorizada com aproximadamente 250 veículos (incluindo veículos históricos da Segunda Guerra Mundial) e 600 tripulantes das 80 aeronaves que participaram do sobrevoo.

### Tropas estrangeiras

Participantes do desfile do Dia da Vitória em 24 de junho de 2020 versus 9 de maio de 2015

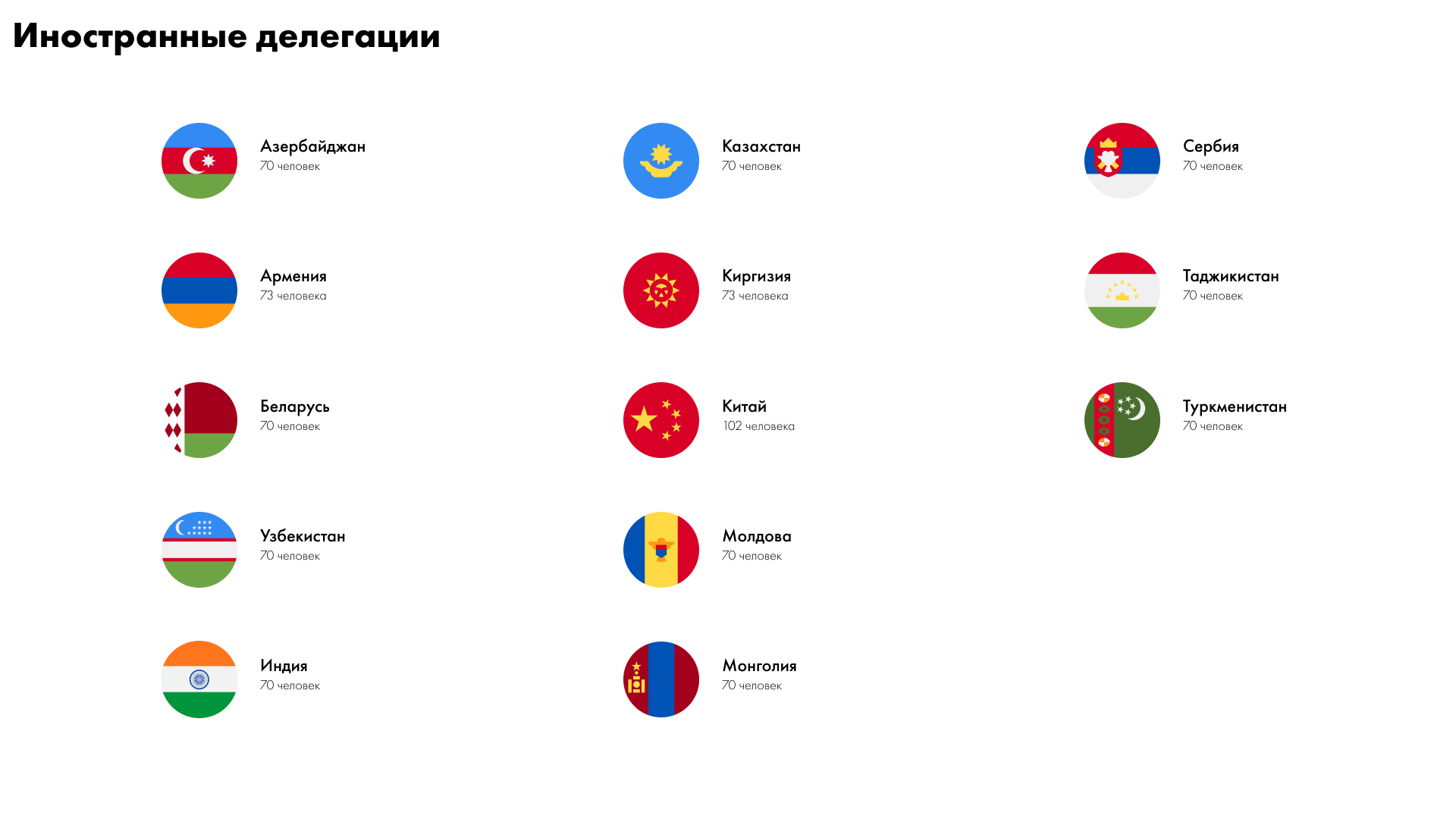
Um esquema das tropas estrangeiras no desfile

Além das tropas das Forças Armadas da Rússia, estava prevista a participação de contingentes de 20 países estrangeiros no desfile, incluindo grupos da Comunidade de Estados Independentes (CEI), além de tropas da China, Índia, Sérvia, França, Reino Unido, Estados Unidos, Polônia e Mongólia, que retornariam após um intervalo de 5 a 10 anos. Também estavam previstos convites para grupos de Belarus, Egito, Israel e Irã. No entanto, muitos desses planos foram cancelados devido à pandemia de COVID-19. O contingente original do Quirguistão deveria ser formado pela Guarda de Honra da Guarda Nacional do país, mas essa participação foi descartada após a confirmação de um caso de coronavírus entre seus membros. Em seu lugar, o país foi representado por um contingente do Estado-Maior Geral. Dias antes do desfile, foi relatado que vários membros do contingente de Belarus haviam sido diagnosticados com coronavírus.
O contingente turcomeno foi composto por duas guardas de bandeira: uma carregando a bandeira do Turcomenistão e a outra levando a bandeira de combate do 748.º Regimento de Infantaria da 206.ª Divisão de Fuzileiros. Eles desfilaram em dois carros GAZ-M20 Pobeda trazidos da capital turcomena. Após a participação no desfile, o contingente foi colocado em quarentena em um hospital em Turkmenabade. Outros estandartes do Exército Vermelho carregados por contingentes estrangeiros incluíram as bandeiras da 89.ª Divisão de Fuzileiros, da 8.ª Divisão de Guardas Motorizada, do Destacamento Partidário Zheleznyak e de três unidades que participaram da Ofensiva de Minsk.

## Participantes convidados

### Resumo
Os primeiros convites oficiais foram feitos durante a cúpula do G20 em Osaka, em 2019, sendo enviados ao presidente dos Estados Unidos, Donald Trump, ao presidente da França, Emmanuel Macron, à chanceler da Alemanha, Angela Merkel, e ao líder chinês, Xi Jinping. O convite ao presidente Trump foi reafirmado em uma conversa telefônica com Putin ainda naquele ano. No entanto, Trump posteriormente recusou o convite por meio de um comunicado diplomático a Moscou, enviando o assessor de segurança nacional dos Estados Unidos, Robert O'Brien, para representá-lo. Em dezembro de 2019, um convite oficial foi enviado ao presidente da Turquia, Recep Tayyip Erdogan, pela Embaixada da Rússia em Ancara. Em diferentes ocasiões, o presidente Putin também convidou diversos chefes de Estado da Comunidade de Estados Independentes (CEI) e da Organização do Tratado de Segurança Coletiva (OTSC).
Em janeiro de 2020, o ex-presidente da Polônia, Lech Walesa, declarou estar disposto a comparecer ao desfile caso recebesse um convite. Em entrevista a uma agência de notícias da Estônia, o ministro da Defesa estoniano, Jüri Luik, sugeriu que não recomendaria a visita da presidente Kersti Kaljulaid a Moscou para essa ocasião. O presidente da Assembleia Geral das Nações Unidas, Tijjani Muhammad-Bande, afirmou em entrevista à agência Sputnik que se sentiria "honrado" em participar do desfile, caso fosse convidado. No início de junho de 2020, apesar de ter aceitado o convite no início do ano, o primeiro-ministro do Japão, Shinzo Abe, anunciou que não compareceria ao desfile devido à realização da 46ª cúpula do G7 (que também foi reagendada).
Até 14 de junho de 2020, um total de 31 chefes de Estado e governo, juntamente com quatro líderes de organizações multilaterais, haviam aceitado o convite para o desfile daquele ano. No entanto, com o adiamento do evento para 24 de junho de 2020, mais de dois terços dos líderes retiraram sua participação, principalmente devido a conflitos de agenda e restrições impostas pela pandemia de COVID-19. O ministro das Relações Exteriores da Rússia, Sergei Lavrov, afirmou que 12 chefes de Estado confirmaram presença no evento remarcado.

### Lista de convidados
Composição original
Mais de 30 convidados aceitaram o convite para o desfile de 2020. No entanto, a maioria deles já havia feito isso antes do adiamento (cumprir a programação original de 9 de maio). Os nomes a seguir indicam líderes que não reconfirmaram sua presença no desfile remarcado para 24 de junho ou líderes que reconfirmaram, mas decidiram cancelar sua presença na semana anterior ao desfile:
- Primeiro-ministro da Armênia, Nikol Pashinyan (cancelado devido às restrições da COVID-19)[29]
- Presidente da Áustria, Alexander Van der Bellen [30]
- Presidente do Azerbaijão, Ilham Aliyev (cancelado devido às restrições da COVID-19)
- Presidente da Bulgária, Rumen Radev [31][32]
- Presidente da Croácia, Zoran Milanović (cancelado devido a problemas com o avião)[33][34]
- Presidente de Cuba, Miguel Díaz-Canel [35]
- Presidente da República Checa, Miloš Zeman (cancelado devido às restrições da COVID-19)
- Presidente do Egito, Abdel Fattah el-Sisi
- Presidente da França, Emmanuel Macron [36]
- Primeiro-ministro da Índia, Narendra Modi [37]
- Primeiro-ministro de Israel, Benjamin Netanyahu e primeiro-ministro suplente, Benny Gantz (cancelado devido à situação política em Israel)[38]
- Primeiro-ministro da Itália, Giuseppe Conte [39]
- Primeiro-ministro do Japão, Shinzo Abe (cancelado devido à 46ª cúpula do G7 e às restrições da COVID-19)
- Grão-duque de Luxemburgo, Henrique [40]
- Presidente da Mongólia, Khaltmaagiin Battulga (cancelado devido às eleições legislativas da Mongólia de 2020 , que foram realizadas no mesmo dia)[41]
- Presidente da Macedônia do Norte, Stevo Pendarovski [42]
- Presidente do Estado Palestina, Mahmood Abbas (cancelado devido à situação política no Oriente Médio)[43][44]
- Presidente da Turquia, Recep Tayyip Erdoğan
- Presidente do Turcomenistão, Gurbanguly Berdimuhamedow (cancelado devido às restrições da COVID-19 que teria de cumprir em relação ao seu 63.º aniversário, cinco dias após o desfile)[45][46]
- Conselheiro de Segurança Nacional dos Estados Unidos, Robert O'Brien [47]
- Presidente da Venezuela, Nicolás Maduro
- Presidente do Vietnã, Nguyễn Phú Trọng (cancelado devido às restrições do COVID-19)[48]

Entre os que também foram convidados estava o Secretário de Defesa dos Estados Unidos, Mark Esper.
Lista final
A seguir está uma lista de líderes que confirmaram sua presença no desfile de 24 de junho. A lista de convidados inclui 10 chefes de estado e de governo de diferentes nações europeias e asiáticas , entre outros chefes de organizações internacionais. Muitos líderes estrangeiros que não puderam comparecer ao desfile de 24 de junho enviaram seus ministros da defesa ou das relações exteriores, bem como embaixadores ao desfile em seu lugar:
- Presidente da Abecásia (estado parcialmente reconhecido), Aslan Bzhania [51]
- Embaixador da Alemanha na Rússia, Géza Andreas von Geyr [52]
- Chefe do Estado-Maior do Exército Nacional do Povo Argelino, Major-general Saïd Chengriha [53]
- Ministro da Defesa da Armênia, David Tonoyan
- Ministro da Defesa do Azerbaijão, Coronel-general Zakir Hasanov [54]
- Presidente da Bielorrússia, Aleksandr Lukashenko [55][56]
- Membro Sérvio da Presidência da Bósnia e Herzegovina, Milorad Dodik [57]
- Presidente do Cazaquistão, Kassym-Jomart Tokayev [58]
- Ministro da Defesa Nacional da República Popular da China, General Wei Fenghe [59][60]
- Embaixador da República Checa na Rússia, Vítězslav Pivoňka
- Embaixador do Egito na Rússia, Ihab Nasr
- Embaixador da França na Rússia, Pierre Lévy [61]
- Ministro das Relações Exteriores da Hungria, Péter Szijjártó [62]
- Ministro da Defesa da Índia, Rajnath Singh [63]
- Ministro da Defesa da Indonésia, Tenente-general Prabowo Subianto [64]
- Presidente da Moldávia, Igor Dodon [65][66]
- Comandante-em-chefe das Forças Armadas de Mianmar, General Sênior Min Aung Hlaing [67][68]
- Presidente da Ossétia do Sul (estado parcialmente reconhecido), Anatoly Bibilov [69]
- Presidente do Quirguistão, Sooronbay Jeenbekov [70][nota 1]
- Presidente da Sérvia, Aleksandar Vučić [72]
- Presidente do Tajiquistão, Emomali Rahmon [73]
- Ministro da Defesa do Turcomenistão, Major-general Begench Gundogdyev [74]
- Embaixador dos EUA  na Rússia, John Sullivan [75]
- Presidente do Uzbequistão, Shavkat Mirziyoyev
- Ministro das Relações Exteriores da Venezuela, Jorge Arreaza [76]
- Secretário-Geral da CEI, Sergei Lebedev
- Secretário-Geral da Organização do Tratado de Segurança Coletiva, Stanislav Zas
- Presidente da Comissão Econômica Eurasiática, Mikhail Myasnikovich

Outros convidados estrangeiros incluíram o cineasta e ator sérvio Emir Kusturica.

## Preparativos

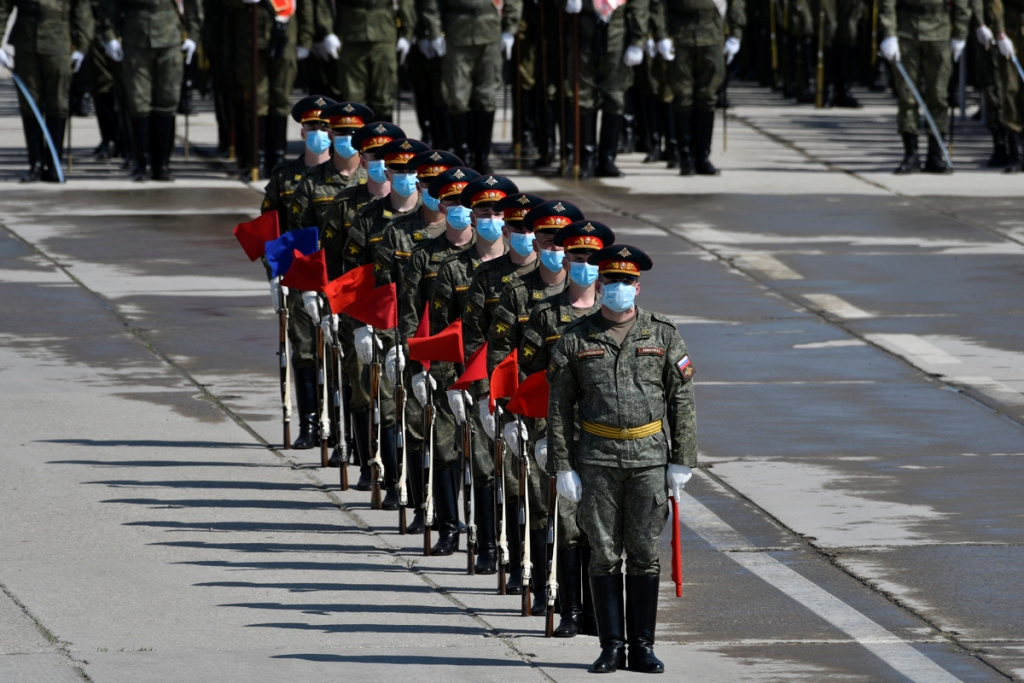
Soldados usando máscaras faciais durante um ensaio em Alabino.

Desde novembro de 2019, os preparativos para o desfile estavam em andamento no nível das unidades. Treinamentos individuais e em grupo foram realizados em suas respectivas localizações. Em março de 2020, os ensaios gerais e as passagens completas no centro de treinamento de Alabino, Oblast de Moscou, marcaram o início oficial das preparações nacionais para as comemorações do jubileu de diamante. As colunas terrestre e móvel foram as primeiras a realizar seus testes diante da imprensa nacional e internacional. O segmento aéreo do desfile iniciou seus preparativos no início de junho, poucas semanas antes do evento principal, começando no aeródromo de Kubinka e, posteriormente, integrando os ensaios em Alabino.

### Cronograma dos preparativos em Moscou
- 24 de março a 14 de abril – início dos ensaios do desfile em Alabino, Oblast de Moscou (interrompido devido à decisão de adiar o desfile, que deve ser retomado antes do final de maio)
- 8 a 14 de junho – Prática geral no campo de treinamento de Alabino, incluindo sobrevoo [78]
- 17 e 18 de junho - ensaios de desfile noturno na Praça Vermelha [78]
- 20 de junho – o desfile geral foi realizado às 10h MST, incluindo sobrevoo [78]

## Impacto da pandemia da COVID-19

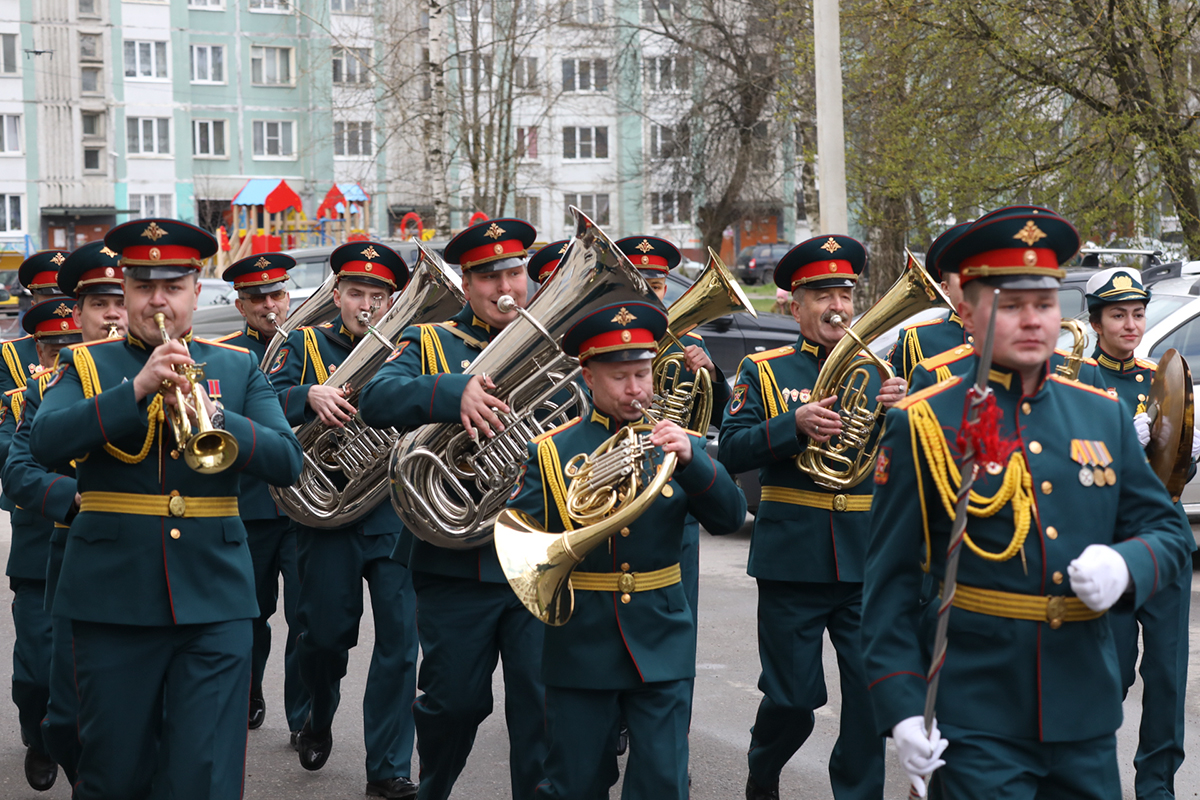
Uma banda militar durante um "desfile pessoal" local.

Quando os ensaios para o desfile começaram em 24–25 de março em Alabino, a pandemia de COVID-19 impactou fortemente os preparativos. O governo de Moscou sugeriu realizar o desfile sem espectadores para proteger a saúde pública, especialmente dos veteranos da Segunda Guerra Mundial e suas famílias, que tradicionalmente faziam parte da plateia. Apenas repórteres selecionados, cinegrafistas de canais de TV russos e a equipe de imprensa do Ministério da Defesa permaneceram para cobrir o evento.  
Também foram discutidas alternativas, como o adiamento do desfile para 24 de junho (aniversário do Desfile da Vitória de 1945 em Moscou), 2 de setembro (Dia da Vitória sobre o Japão) ou 7 de novembro, em substituição ao desfile comemorativo do aniversário do Desfile do Dia da Revolução de Outubro de 1941 em Moscou. A proposta de 24 de junho foi defendida na Duma Estatal pelo líder do partido Rússia Justa, Sergei Mironov.  
Em 26 de maio, durante uma videoconferência, foi anunciado que o desfile aconteceria em 24 de junho. O porta-voz presidencial, Dmitry Peskov, afirmou que o governo esperava uma melhora da situação até essa data. Dois dias depois, o decreto correspondente foi assinado.

### Adiamento e substituição das comemorações do dia 9 de maio

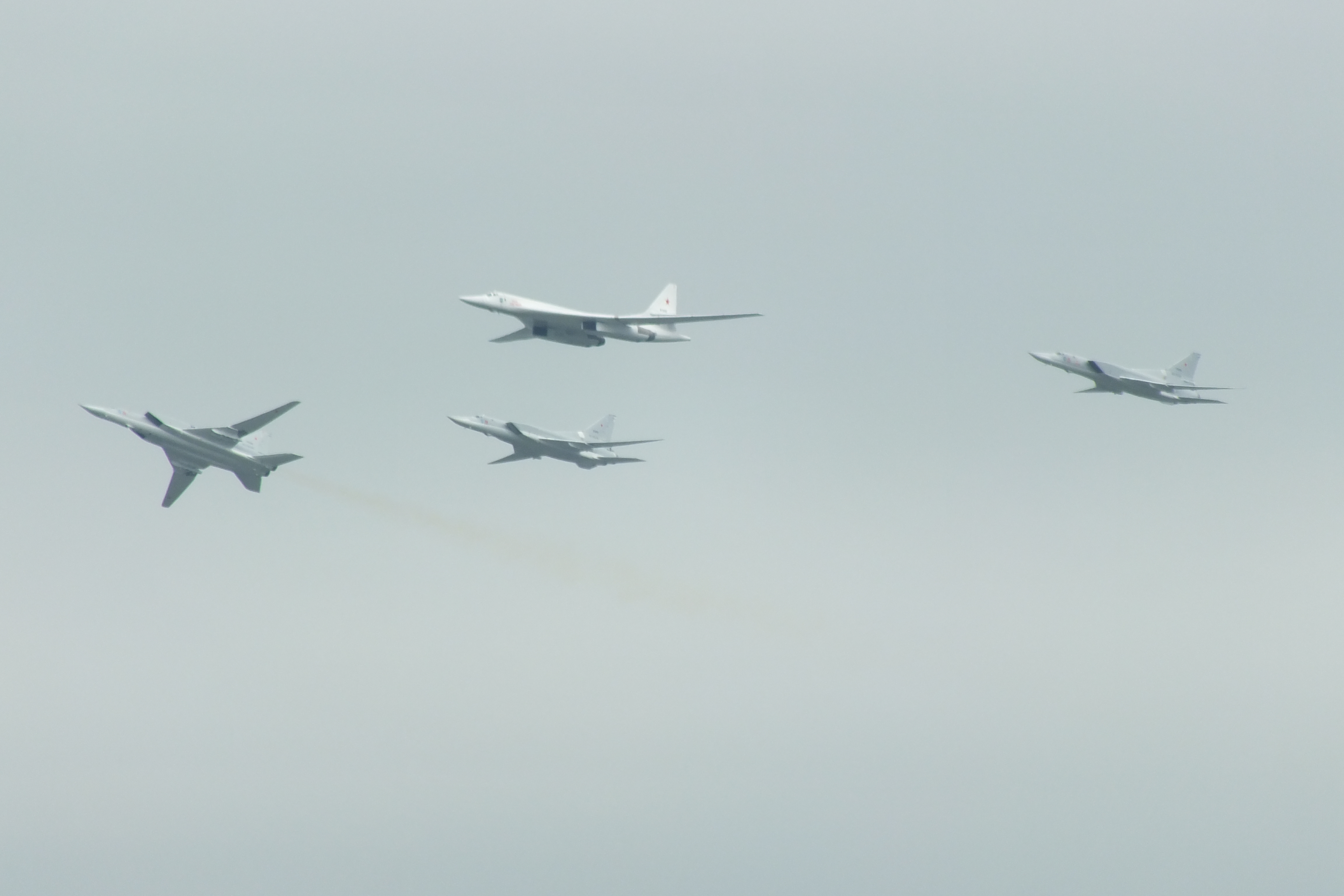
Sobrevoo de Moscou em 9 de maio, 10:28 (hora local)

Em 16 de abril de 2020, o presidente Vladimir Putin anunciou o adiamento do Desfile do Dia da Vitória, que estava programado para 9 de maio. No dia anterior, representantes de associações de veteranos russos haviam solicitado a Putin que adiasse as celebrações para uma data posterior. A marcha do Regimento Imortal, tradicionalmente realizada no mesmo dia, também foi adiada.
Em 28 de abril, Putin anunciou que um desfile aéreo militar aconteceria em 9 de maio em Moscou e em outras cidades da Rússia. Dois dias depois, um oficial do Distrito Militar Ocidental confirmou que um show aéreo também seria realizado na base aérea de Kubinka. Muitos veteranos tiveram seus próprios "desfiles pessoais", organizados em suas casas por soldados de unidades militares locais.
Na manhã de 9 de maio, Putin inspecionou um pequeno desfile do Regimento do Kremlin do Serviço Federal de Proteção na Praça da Catedral, dentro do Kremlin de Moscou. Em seguida, dirigiu-se ao Túmulo do Soldado Desconhecido para participar de uma cerimônia de deposição de coroas de flores.

## Ordem completa do desfile

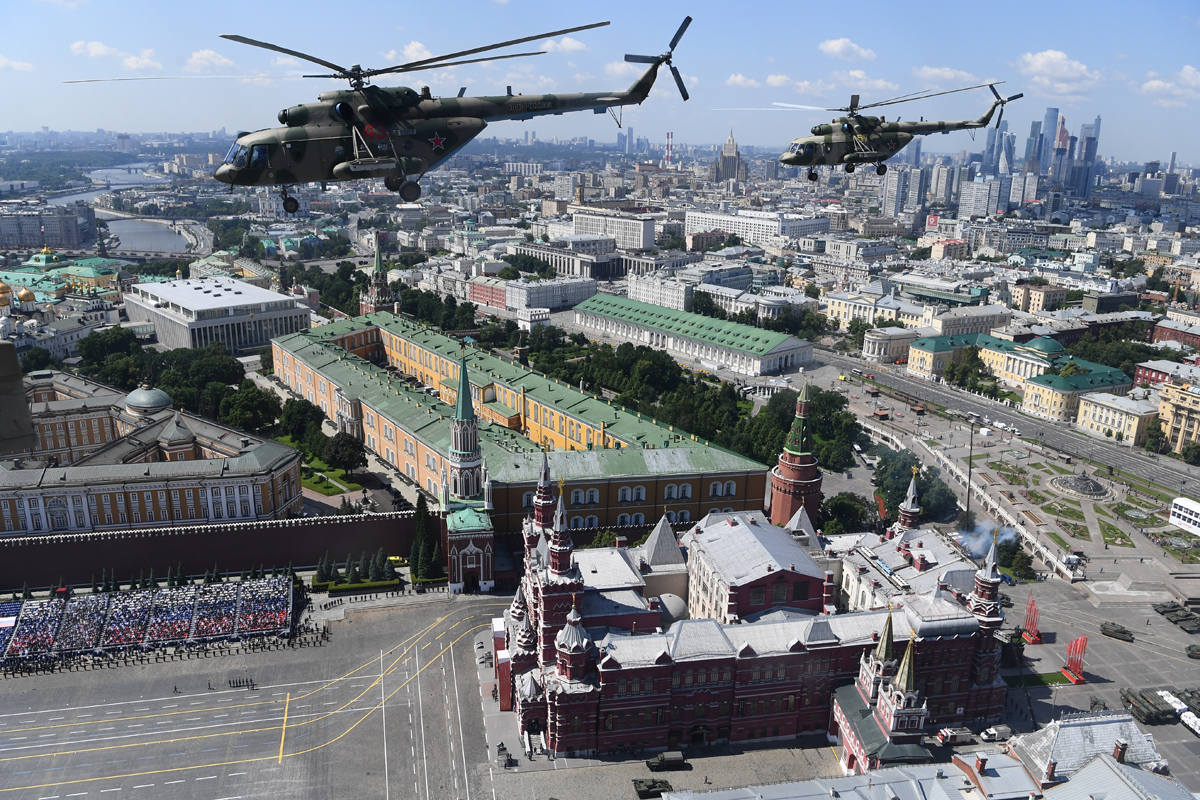
Helicópteros Mi-8 sobrevoando a Praça Vermelha

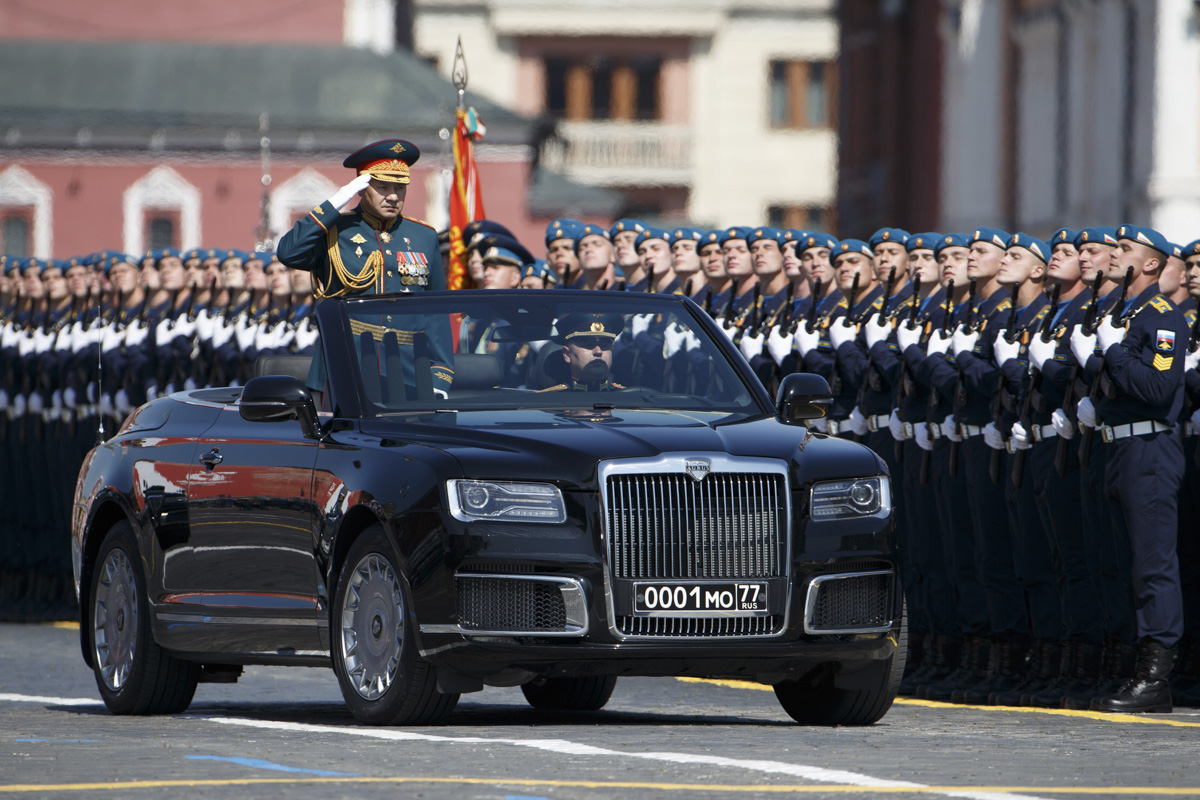
O General do Exército Sergei Shoigu pouco antes de apresentar o relatório do desfile.

### Bandas Militares
- Bandas Militares em Massa das Forças Armadas sob a direção do Diretor Sênior de Música do Serviço de Bandas Militares das Forças Armadas da Federação Russa, Major-general Timofey Mayakin
- Corpo de Tambores da Escola Militar de Música de Moscou – Liderado pelo Comandante da Escola, Coronel Alexander Gerasimov

### Coluna de infantaria
- 154º Regimento de Comandantes Independentes de Preobrazhensky, Guarda de Cor
- Companhia de Guardas de Honra do 1º Batalhão de Guardas de Honra, 154º PICR – Liderada pelo Coronel Sergei Beassanov
- Estandartes das Frentes e Guarda de Cor histórica
- Unidades históricas
  - Infantaria
  - Pilotos
  - Marinheiros
  - Sabotadores
  - Batedores
  - Tropas de Fronteira do NKVD
  - Milicianos
  - Companhia combinada de cossacos do Don – Liderada pelo chefe da Sociedade Cossaca de toda a Rússia, o general cossaco Nikolai Doluda [99]
  - Companhia de militares no Desfile da Vitória de 1945 – Liderada pelo Tenente-general Andrei Toporov
- Contingentes estrangeiros no desfile, por ordem de aparição
  -  Forças de manutenção de paz do Azerbaijão – Lideradas pelo Major Samik Namedov[100][101]
  -  Regimento Separado de Proteção das Forças Armadas da Armênia – Liderado pelo Coronel Ashot Hakobyan[102]
  -  Guarda de Honra das Forças Armadas da Bielorrússia – Liderada pelo Primeiro-tenente Vladislav Shepelevich[103]
  -  Guarda de Honra dos Tri-Services – Liderada pelo Coronel Anil Kumar da Infantaria Leve Sikh[104][105]
  -  36ª Brigada de Assalto Aéreo das Forças Aeromóveis do Cazaquistão  – Liderada pelo Tenente-coronel Ulan Nurgaziyev [106][107]
  -  Instituto Militar das Forças Armadas da República do Quirguistão – Liderado pelo Coronel Bekkazy Tumenbaev [108]
  -  Batalhão da Guarda de Honra da Guarnição da Capital de Pequim do Comando do Teatro Central do Exército de Libertação Popular – Liderado pelo Major-general Bao Zemin e pelo Coronel Sênior Han Jie [109]
  -  Companhia de Guardas de Honra do Exército Nacional da Moldávia – Liderada pelo Capitão Vitalie Josan [110]
  -  Unidade Mista das Forças Armadas da Mongólia – Liderada pelo Coronel Batdelger Hasherdene [111][112]
  -  Unidade de Guardas da Sérvia – Liderada pelo Tenente-coronel Dragan Jakovljević [113]
  -  Companhia de ex-alunos do Instituto Militar da Guarda de Honra do Estado-Maior – Liderada pelo Tenente-Coronel Fayzimuhammad Hafizzoda [114][115]
  -  Guardas de Honra do Batalhão de Guardas de Honra Independentes do Ministério da Defesa do Turcomenistão [116][117][118]
  -  Tropas do Distrito Militar de Tasquente do Ministério da Defesa do Uzbequistão – Lideradas pelo Coronel Shokir Khairov [119][120][121]
- Escola Militar Suvorov
- Escola Naval Nakhimov
- Corpo de Cadetes da Marinha de Kronstadt
- Unidade de Cadetes Patrióticos do Exército Jovem de Moscou (em nome do Movimento Nacional dos Cadetes do Exército Jovem)
- Academia de Armas Combinadas das Forças Armadas da Federação Russa
- Universidade Militar do Ministério da Defesa da Federação Russa
- Academia de Artilharia Militar do Grão-Duque Mikhailovskaya
- Academia Militar de Defesa Aérea das Forças Armadas "Marechal Alexander Vasilevsky"
- Academia Militar de Segurança Material e Técnica "General do Exército A.V. Khrulev"
- Cadetes femininas das Forças Terrestres (Universidade Militar, Academia Médica Militar e Logística Militar)
- Cadetes femininas das Forças Aeroespaciais (Academia da Força Aérea)
- Academia da Força Aérea Zhukovsky – Gagarin
- Academia Espacial Militar "Alexander Mozhaysky"
- Instituto Militar Naval do Báltico "Almirante Fiodor Ushakov"
- Instituto Naval do Pacífico "Almirante Sergei Makarov"
- Academia Militar das Forças de Mísseis Estratégicos de Pedro, o Grande
- Escola Superior de Comando Aerotransportado da Guarda Riazã "General do Exército Vasily Margelov"
- 331º Regimento Aerotransportado de Guardas, 98ª Divisão Aerotransportada de Guardas
- 104º Regimento de Assalto Aéreo, 76ª Divisão de Assalto Aéreo de Guardas
- Academia Militar de Comunicações Marechal da União Soviética Semyon Budyonny
- 45ª Brigada de Engenharia de Guardas de Berlim
- 34ª e 38ª Brigadas Ferroviárias Independentes das Tropas Ferroviárias Russas
- Academia Militar de Defesa e Controle Nuclear, Biológico e Químico" Marechal da União Soviética Semion Timoshenko"
- Academia de Defesa Civil do Ministério de Situações de Emergência
- ODON Ind. Divisão Motorizada do Comando das Forças da Guarda Nacional, Serviço Federal da Guarda Nacional da Federação Russa "Felix Dzerzhinsky"
- Instituto Militar de Moscou do Serviço Federal de Fronteiras da Federação Russa "Conselho Municipal de Moscou"
- 2ª Divisão de Rifles Motorizados de Guardas Tamanskaya "Mikhail Kalinin"
- 4ª Divisão de Tanques de Guardas "Iúri Andropov"
- Escola de Treinamento de Alto Comando Militar de Moscou

### Coluna móvel
- Tanque médio T-34/85
- Destruidor de tanques SU-100

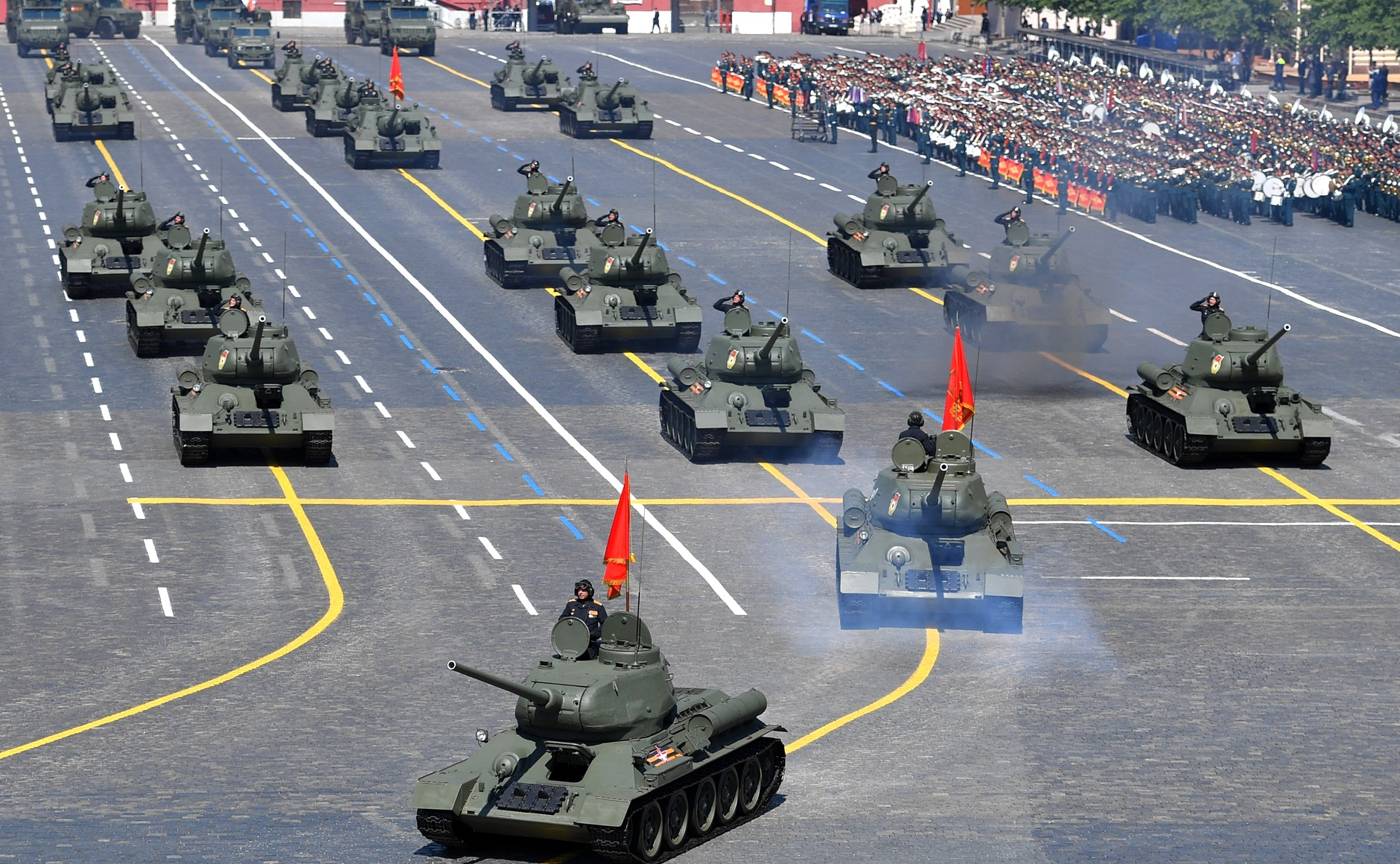
Uma coluna de tanques T34/85

- Veículo de mobilidade de infantaria GAZ-233114 "Tigr-M"
- GAZ-233114 "Tigr-M" com estação de armas remota Arbalet-DM montando uma metralhadora pesada Kord
- Sistema ATGM móvel Kornet D/EM no chassi GAZ-233116 "Tigr-M"
- Veículo de Artilharia Antiaérea Autopropulsado e Rastreado Derivatsia-PVO (SPAAA)
- BMP Kurganets-25 IFV
- T-15 Armata IFV pesado
- Veículo de combate de infantaria BMP-2
- Veículo de combate de infantaria BMP-3
- Tanque de batalha principal T-14
- Veículo blindado de apoio de combate BMPT Terminator
- Tanque de batalha principal modernizado T-72 B3M (T-72B4)
- Tanque de batalha principal modernizado T-80 BVM
- Tanque de batalha principal modernizado Т-90M
- BMD-4M IFV de lançamento aéreo
- BTR-MDM "Rakushka" APC
- Obuseiro autopropulsado sobre esteiras 2S19 Msta-S
- Sistema MRL móvel BM-30 Smerch
- Sistema de mísseis balísticos táticos móveis 9K720 Iskander-M
- Sistema MRL móvel TOS-1 Buratino e arma termobárica montada no chassi do tanque T-72
- Complexo SAM Tor-M2U em chassis de esteiras
- Sistema SAM móvel Pantsir-S1 em chassis com rodas
- Sistema SAM móvel S-350E Vityaz 50R6 em chassi com rodas
- Sistema de lançamento de mísseis antiaéreos S-400 Triumf no lançador transportador-eretor 5P85SM2-01
- Sistema de mísseis móveis de defesa costeira 3K60 Bal em chassis com rodas
- Kamaz 53949 Typhoon-K MRAP
- Ural Typhoon MRAP
- Ural-VV MRAP
- ICBM RS-24 Yars no lançador transportador-eretor sobre rodas 15U175M
- VPK-7829 Bumerang APC com rodas

### Coluna aérea
- Mil Mi-26
- Mil Mi-8
- Mil Mi-35
- Kamov Ka-52
- Mil Mi-28N
- Beriev A-50
- Ilyushin Il-76
- Tupolev Tu-95MS
- Tupolev Tu-160
- Tupolev Tu-22M3
- Ilyushin Il-78
- Tupolev Tu-160
- Mikoyan MiG-29
- Sukhoi Su-24
- Mikoyan MiG-31K
- Sukhoi Su-57
- Sukhoi Su-35
- Sukhoi Su-34
- Sukhoi Su-30

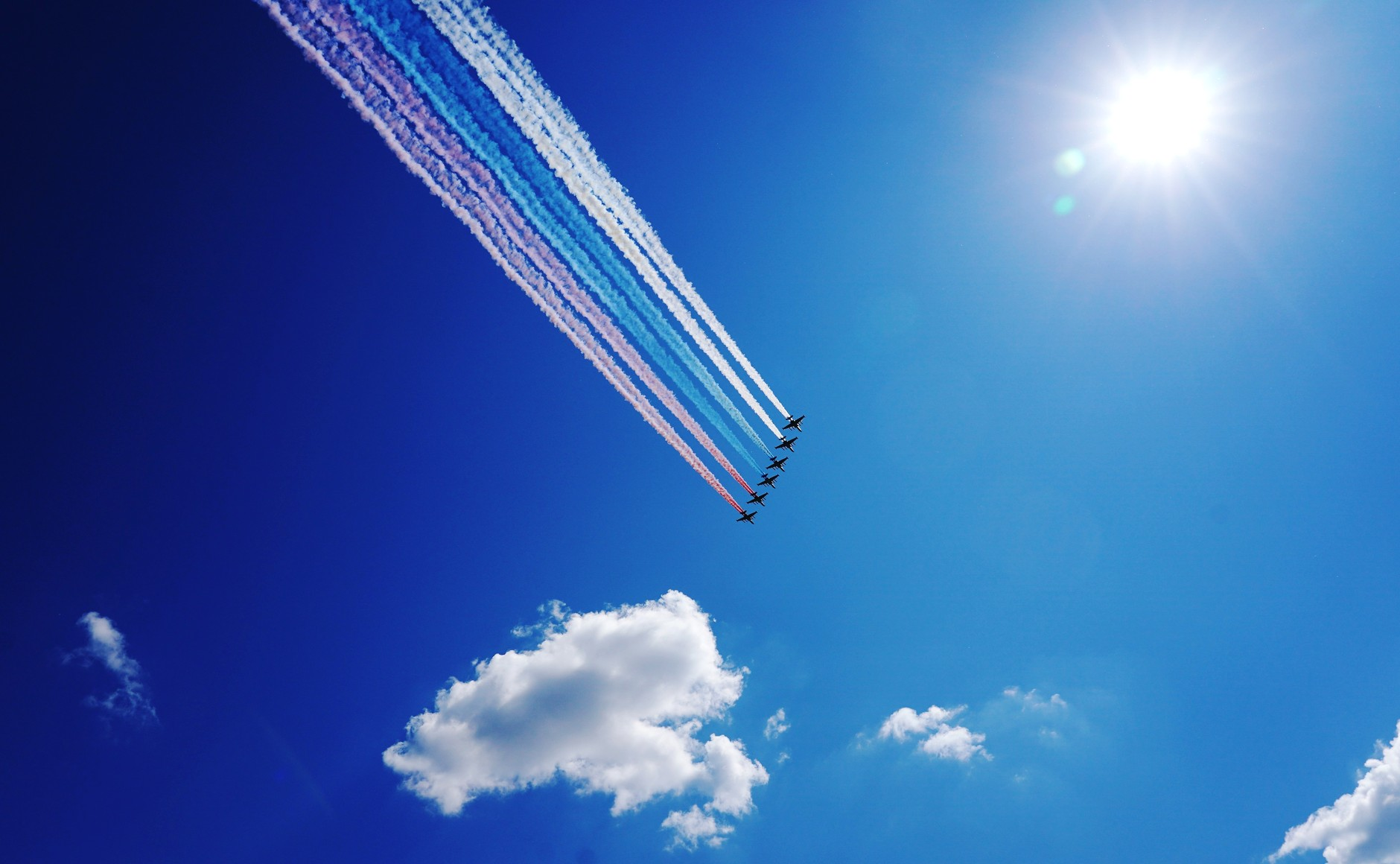
A bandeira tricolor russa sobre a Praça Vermelha.

- Sukhoi Su-30SM do esquadrão de demonstração de voo Cavaleiros Russos
- Mikoyan MiG-29 do esquadrão de demonstração de voo Strizhi
- Sukhoi Su-25

## Outros desfiles

### Na Rússia
De acordo com a tradição, 27 outras grandes cidades russas (incluindo Sebastopol e Querche, na disputada Crimeia) deveriam realizar desfiles comemorativos no mesmo dia do desfile em Moscou. Alguns desses eventos incluiriam passagens aéreas e revistas navais, previstas para Kaliningrado, São Petersburgo, Sebastopol, Murmansque, Vladivostoque e Astracã. Além disso, mais de 20 outras cidades do país sediaram desfiles cívico-militares conjuntos, enquanto três cidades adiaram suas cerimônias para outras datas no Krai de Perm, Oblast de Belgorod e Oblast de Oriol, sendo as primeiras de 12 a fazê-lo. As novas datas foram 3 de setembro (Dia da Vitória sobre o Japão), 12 de julho (Dia da Cidade de Belgorod) e 5 de agosto (Dia da Libertação de Oriol).  
Na República de Cómi, o desfile foi marcado para 4 de setembro, em comemoração ao 99º aniversário da república, dando início às celebrações do centenário em 2021. O site Znak.com informou que pelo menos 40 regiões da Rússia cancelaram seus desfiles ou os realizaram sem público devido à pandemia, incluindo 30 grandes cidades.  
Em São Petersburgo, a coluna móvel do desfile na Praça do Palácio exibiu bandeiras de unidades soviéticas da Segunda Guerra Mundial, tradição que também foi adotada em Ecaterimburgo, na Praça 1905. Já em Murmansque, o chefe do Quartel-General Operacional Conjunto das Forças Armadas da Noruega, Rune Jakobsen, liderou a delegação norueguesa a convite do comandante da Frota do Norte. 
No início de 2020, foi confirmado que militares do Cazaquistão, Quirguistão, Tajiquistão e Uzbequistão participariam do desfile em Ecaterimburgo, assim como um contingente de 80 homens da Armênia em Rostov do Don e uma delegação da Noruega em Murmansque. No entanto, esses planos foram posteriormente cancelados.

### Em outros países
As celebrações do feriado ocorreram em quase todas as ex-repúblicas soviéticas para marcar este importante aniversário, incluindo as seguintes cidades:  
- Bielorrússia: 9 de maio (Minsk, Brest)
- Ucrânia: 9 de maio (Kiev, Carquive, Odessa)
- Cazaquistão: 7 de maio (apenas pequenas comemorações em Nur-Sultan, Almati e Baikonur, também marcando o Dia do Defensor da Pátria)
- Quirguistão: 9 de maio (Bisqueque)
- Geórgia: 9 de maio (Tiblíssi)
- Armênia: 9 de maio (Erevã, Guiumri)
- Azerbaijão: 9 de maio (Bacu)
- Tajiquistão: 9 de maio (Duxambe)
- Turcomenistão: 9 de maio (Asgabate)
- Moldávia: 23 de agosto (Chisinau)

O Cazaquistão cancelou seu desfile do Dia da Vitória em Nur-Sultan em 12 de março de 2020 como medida preventiva contra a pandemia de COVID-19.
A República de Nagorno-Karabakh celebrou a data com um desfile e outras atividades em Estepanaquerte no dia 9 de maio, também marcando o 28º aniversário da Captura de Shusha durante a Primeira Guerra de Nagorno-Karabakh.
Devido à pandemia, as comemorações foram reduzidas, com eventos menores e uma passagem aérea no monumento Mãe Armênia, em Erevã, em homenagem a todos os que lutaram tanto na Segunda Guerra Mundial quanto no conflito de Nagorno-Karabakh.
Na Ucrânia, todos os desfiles oficiais foram cancelados por ordem do primeiro-ministro Denys Shmyhal devido à pandemia de COVID-19 no país. O presidente Volodymyr Zelensky realizou uma visita de trabalho ao Oblast de Lugansk, onde visitou um assentamento urbano dividido pela fronteira entre Ucrânia e Rússia. No local, ele esteve no complexo memorial "Ucrânia aos Libertadores". Zelensky também visitou o Oblast da Transcarpátia, onde depositou flores no memorial "Colina da Glória".  
Bielorrússia e Turcomenistão foram as únicas nações da Comunidade dos Estados Independentes (CEI) a realizar desfiles do jubileu de diamante em 9 de maio. No Turcomenistão, a comemoração do 75º aniversário da vitória na guerra contou, pela primeira vez, com um desfile militar. O evento ocorreu em uma praça em frente ao complexo memorial Halk Hakydasy e teve a presença especial da bandeira do 748.º Regimento de Infantaria da 206.ª Divisão de Fuzileiros da 2ª Frente Ucraniana, trazida de Moscou para a capital.
Ao justificar a decisão de realizar o desfile em Minsk, o presidente Aleksandr Lukashenko afirmou que se tratava de "uma questão emocional e profundamente ideológica". Relatos indicaram que estudantes universitários teriam recebido incentivos, incluindo benefícios acadêmicos e em alojamentos, para comparecer ao evento, com destaque para membros da Academia Nacional de Ciências da Bielorrússia e pacientes recuperados da COVID-19.

## Links externos
- O site oficial (May Parade) Arquivado em 2020-05-08 no Wayback Machine
- O site oficial (June Parade) Arquivado em 2020-06-17 no Wayback Machine
- AO VIVO: Desfile da vitória acontece na Praça Vermelha de Moscou (INGLÊS)